# Antai-ji
Antai-ji (安泰寺) es un templo que pertenece a la escuela Sōtō del budismo Zen.  
Está situado en el norte de la Prefectura de Hyōgo, Japón, donde se asienta sobre alrededor de 50 hectáreas de terreno en las montañas, cerca de un parque nacional en el mar del Japón. Acepta visitantes en los meses de verano, pero es inaccesible durante el invierno.

## Kioto
Antai-ji fue fundado en 1923 por Oka Sotan como un monasterio de eruditos para el estudio del Shōbōgenzō. En ese tiempo, estaba situado en el norte de Kioto, y muchos eruditos aventajados estudiaban allí. Abandonado durante la Segunda Guerra Mundial, en 1949 Kodo Sawaki (1880-1965) y Kosho Uchiyama (1912-1998) se mudaron a Antaiji y lo convirtieron en un lugar para la práctica simple y pura de sentarse, zazen. Durante los últimos 1960s, el nombre de este pequeño templo se hizo conocido tanto en Japón como en el extranjero por su práctica de zazen y mendicación formal.

## Norte de Hyōgo
El incremento de los visitantes y las muchas viviendas nuevas en construcción alrededor del templo creaban mucho ruido, lo cual hacía difícil que la práctica de zazen continuara en el emplazamiento de Kioto. Por tanto el siguiente abad, Watanabe Koho (1942- ), decidió mudar Antaiji a su ubicación actual en el norte de Hyōgo. Junto a la quietud de las montañas, estaba buscando un nuevo estilo de vida que devolviera al Zen a la autosuficiencia. El anterior abad Miyaura Shinyu (1948-2002) protegió esta vida tranquila de zazen mientras ponía en práctica el ideal de un monasterio autosuficiente, hasta su repentina muerte en la nieve en febrero de 2002. Su discípulo, el monje alemán Muho Noelke (1968- ), continúa como el actual abad.